# Forces Armades d'Ucraïna
Les Forces Armades d'Ucraïna (ucraïnès: Збройні сили України (ЗСУ) ucraïnès Збройні сили України (ЗСУ) Zbroyni Syly Ukrayiny, (ZSU)) són les forces militars d'Ucraïna.
Ucraïna ha proclamat que la política nacional del país és la integració Euro-Atlàntica, amb la Unió Europea. Ucraïna és un soci reforçat de l'OTAN i ha participat activament en els exercicis militars de l'Associació per a la Pau i en les forces per al manteniment de la pau en els Balcans. Aquesta estreta relació amb l'OTAN ha estat més visible en la cooperació ucraïnesa i en les operacions combinades de manteniment de la pau amb el seu país veí, Polònia, a Kosovo. Soldats ucraïnesos també van servir sota comando de l'OTAN a l'Iraq, Afganistan i en l'Operació Active Endeavour. L'expresident ucraïnès Víktor Ianukòvitx considera l'actual nivell de cooperació entre Ucraïna i l'OTAN suficient. El seu predecessor Víktor Iúsxenko va demanar la incorporació ucraïnesa a l'Organització Atlàntica a principis de 2008. Durant el Cim de Bucarest de 2008 l'OTAN va proclamar que Ucraïna es convertiria en membre de l'OTAN, quan aquesta volgués i quan complís amb els requisits d'accés. El President d'Ucraïna Ianukòvitx ha optat per la no alineació d'Ucraïna com a Estat. Això es va materialitzar el 3 de juny del 2010 quan el Parlament ucraïnès va excloure, amb 226 vots, l'objectiu de la "integració en el marc de seguretat Euro-Atlàntica i l'associació l'OTAN" de l'estratègia nacional de seguretat.
L'actual Cap de l'Estat Major de les Forces Armades d'Ucraïna és el Tinent General Volodímir Zamana. Aquest reemplaçà al Coronel General Hryhorii Pedtxenko al febrer del 2012 després d'un decret promulgat pel President Ianukòvitx. Unitats militars d'altres països participen regularment en exercicis militars multinacionals amb les forces ucraïneses. Molts d'aquests exercicis són realitzats sota el programa de cooperació de l'OTAN i l'Associació per a la Pau.

## Història
Les modernes capacitats militars d'Ucraïna van ser heretades completament de la Unió Soviètica, en el qual un membre participant d'aquesta era la predecessora RSS d'Ucraïna. Totes les formacions soviètiques ucraïneses creades abans de l'establiment de la Unió Soviètica com els Cosacs Vermells i un nombre d'Exèrcits Soviètics Ucraïnesos van ser progressivament eliminades amb els anys o enterament integrats en l'URSS. Com a membre de la Unió no posseïa el seu propi comando militar separat; totes les formacions militars estaven uniformement subordinades al comando central de les Forces Armades de l'URSS. Administrativament l'RSS Ucraïnesa estava dividida en tres districtes militars (el Districte Militar dels Carpats, el Districte Militar de Kíiv i el Districte Militar d'Odessa) i la major part de les bases navals de la Flota del Mar Negre tenien estaven emplaçades en la costa ucraïnesa.
Durant el procés de col·lapse de la Unió Soviètica que va tenir lloc entre 1990 i 1991 (vegeu procés Novo-Ogoriovo) 780.000 efectius del personal militar soviètic van romandre localitzats a Ucraïna. Aquesta massa no era un exèrcit sinó un agrupament de forces, sense un Ministeri de Defensa nacional, un Cap d'Estat Major o òrgans centrals de comando o control. D'acord amb un dels associats del Centre de Recerca de Conflictes (Conflict Studies Research Centre), James Sherr: "Aquest agrupament, el seu inventari i equipament i el seu cos d'oficials van ser dissenyats amb un propòsit: lliurar un conflicte militar amb armes combinades, coaligades, ofensives (i nuclears) contra l'OTAN en un front exterior". En aquest temps, les forces armades d'Ucraïna incloïen formacions de forces terrestres, el 43º Exèrcit de Coets, quatre exèrcits de la Força Aèria, el 8º Exèrcit de Defensa Aèria, i la Flota del Mar Negre. Conjuntament, quan van ser establertes, les Forces Armades d'Ucraïna incloïen més de 350 bucs, 1.500 avions de combat, i 1.272 ogives nuclears incloent míssils balístics intercontinentals.
El 24 d'agost del 1991, el parlament ucraïnès, la Rada Suprema, va aprovar un resolució per prendre jurisdicció sobre totes les formacions de les forces armades de la Unió Soviètica estacionades en sòl ucraïnès, i per establir una de les agències clau, el Ministeri de Defensa Ucraïnès. Va ser seguit per dues Lleis d'Ucraïna que van ser adoptades pel Consell Suprem d'Ucraïna el 6 de desembre del 1991, i l'Ucàs Presidencial "Sobre les Forces Armades d'Ucraïna" el 12 de desembre del 1991. El govern d'Ucraïna va suspendre qualsevol dret de successió sobre les Forces Estratègiques Soviètiques de Dissuasió que romanien en territori ucraïnès. Contemplant les complicacions d'una transició suau i perseguint un consens amb la resta d'antics membres de la Unió Soviètica en la divisió de l'herència militar soviètica, Ucraïna es va unir a les converses en curs que van començar al desembre del 1991 per a la creació d'un comand militar conjunt de la Comunitat d'Estats Independents (CEI).

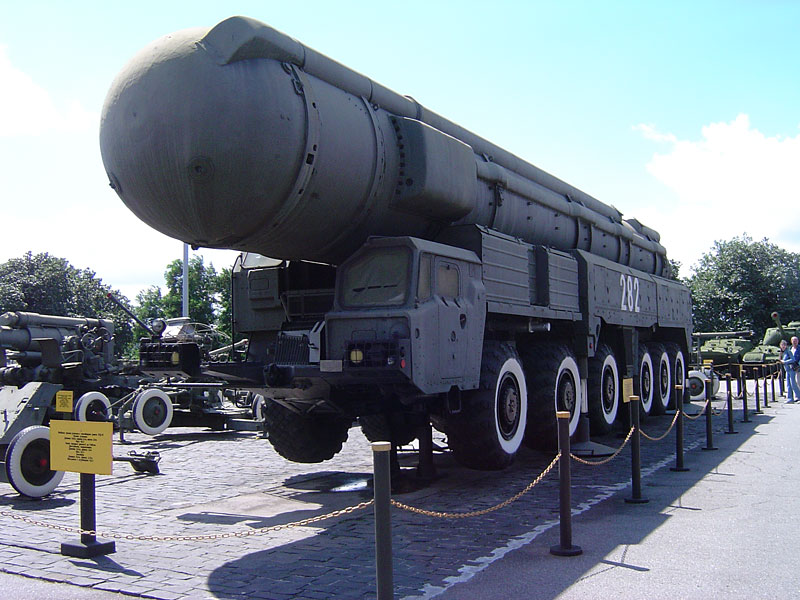
SS-20 en exposició en el Museu de la Gran Guerra Patriòtica, Kíev.

Inherent en el procés de creació d'una força militar domèstica va haver-hi decisions polítiques dels líders ucraïnesos contemplant la no nuclearització del país i el seu estatus internacional. Això incloïa la definició, acord i ratificació del Tractat de les Forces Armades Convencionals a Europa (FACE) que no solament establia el màxim nivell d'armament per a cada república de l'antiga URSS, sinó també es va establir un sostre màxim per a l'anomenada "Regió Flanc". En aquesta regió s'incloïen les províncies (oblast) ucraïneses de Mikolaiv, Kherson, Zaporíjia, i la República Autònoma de Crimea. També clau per a la creació de les Forces Armades Ucraïneses va ser el Tractat de Taixkent del 1992, que abandonava les aspiracions militars de la Comunitat d'Estats Independents i que totes les anteriors repúbliques de l'URSS volien seguir el seu propi camí, trencant la intricada maquinària militar soviètica en trossos.
Les forces militars i de seguretat, incloent les Forces Armades d'Ucraïna i un nombre de "institucions militaritzades" independents (forces paramilitars) estan sota el comando del President d'Ucraïna, i subjectes a la vigilància per una comissió parlamentària permanent de la Rada Suprema. L'organització i tàctica militar ucraïneses estan fortament influenciades per les tàctiques de la Guerra Freda, i l'organització de les anteriors Forces Armades Soviètiques. Sota l'anterior president Iúixenko Ucraïna va perseguir una política d'independència del domini rus, i així es va intentar una sencera integració amb Occident, especialment amb l'OTAN.
No obstant això, Ucraïna manté estretes relacions militars amb Rússia, la major part heretades de la comuna història soviètica. La utilització conjunta de bases navals en Crimea i els esforços per a una defensa aèria conjunta són les branques més intenses d'aquesta cooperació. Aquesta cooperació és un motiu d'irritació permanent en les relacions bilaterals. Però el país és incapaç de disminuir aquests llaços ràpidament, sent econòmicament depenent de Moscou. A més, després de l'elecció de l'actual President Víctor Ianukòvitx, els llaços entre Moscou i Kíiv s'han intensificat, havent-se refredat les relacions entre Kíiv i l'OTAN en relació als anys de Iúixenko.
Amb contínues friccions en les relacions amb Rússia després de la ruptura de la Unió Soviètica, Ucraïna ha intentat rotundament desenvolupar la seva pròpia indústria militar independent. Resultats notables d'aquests esforços són el desenvolupament del tanc de fabricació ucraïnesa T-84, actualment en servei, i el fabricant d'aeronaus Antónov. Ucraïna va rebre entorn el 30% de la indústria militar soviètica, que incloïa entre el 50 i el 60 per cent de totes les empreses ucraïneses, que emprava el 40% de la població treballadora. Ucraïna era, i encara es manté, un líder a la tecnologia de míssils i balística. Especialment en navegació electrònica per a bucs de combat i submarins, guiat de sistemes de míssils, i radars per a avions militars. La dura competència al mercat armamentística mundial va obligar a Ucraïna a considerar l'exportació d'armes a règims políticament inestables o fins i tot agressius. Ucraïna ha construït les seves pròpies connexions en l'exportació d'armes. Els primers contractes de lliurament d'armament a Iran, signats a mitjan 1992, van causar reaccions negatives a Occident, particularment del Govern dels Estats Units.
Diversos accidents desafortunats que inclouen a les Forces Armades han ocorregut des del 1992, incloent la caiguda d'un El seu-27 de la Força Aèria en el desastre de la mostra aèria de Sknyliv el 2002 i l'enderrocament accidental del Vol 1812 de Sibèria Airlines a l'octubre del 2001.

## Organització

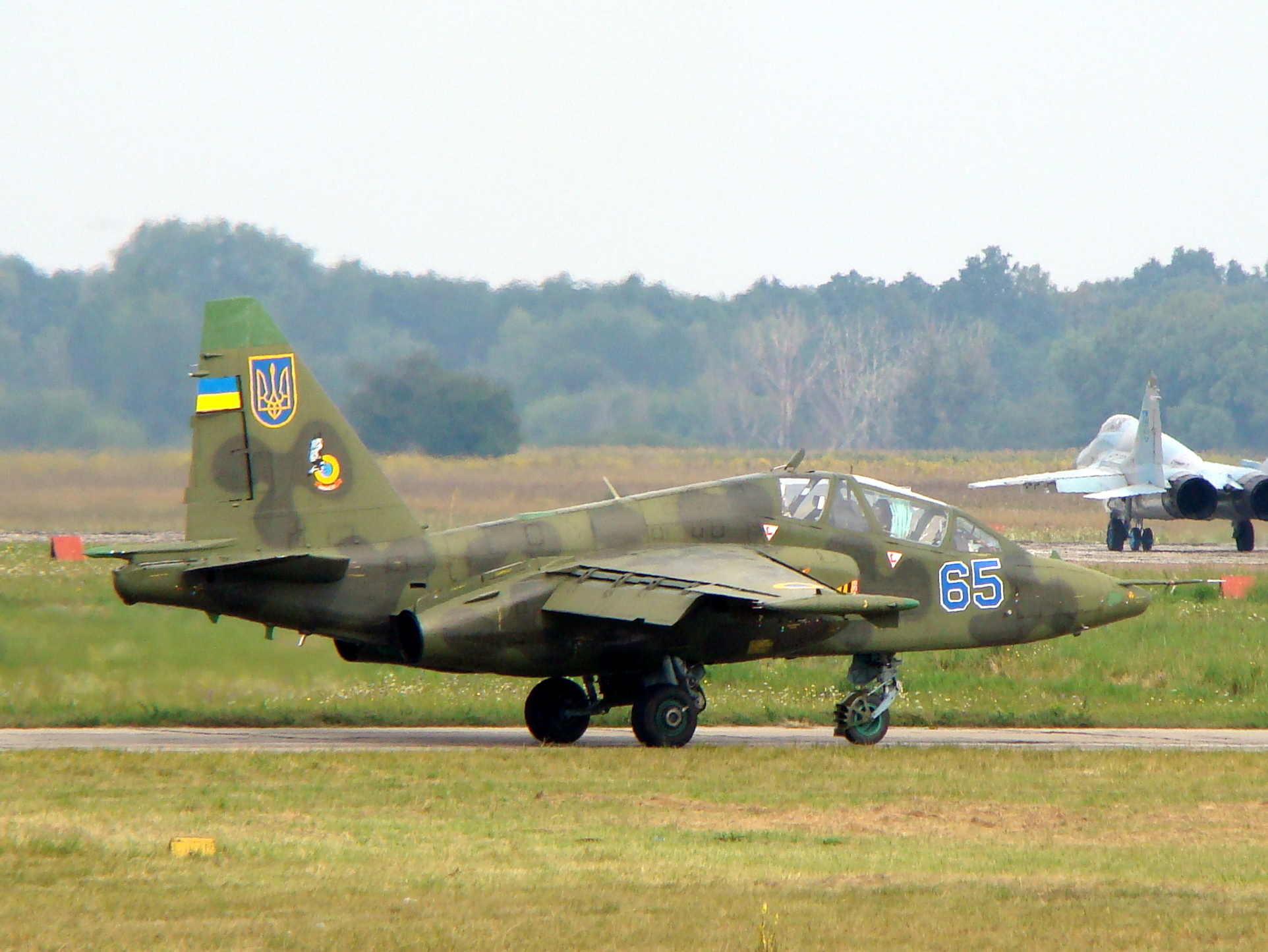
Un Su-25UB ucraïnès.

Les forces armades ucraïneses estan principalment formades per conscriptes. El personal total (incloent 41.000 treballadors civils) aconsegueix a la fi del 2010 els 200.000 efectius. L'estructura de les diferents branques és la següent:
- Forces Terrestres Ucraïneses: 73.300 efectius[18]
- Força Aèria Ucraïnesa: 46.000 efectius[18]
- Armada Ucraïnesa: 15.000 efectius[19]

"Amb l'adopció el 26 de desembre del 1996 del nou 'Programa Estatal per a la Construcció i Desenvolupament de les Forces Armades d'Ucraïna', va ser establert un nou tipus de districte militar en el nord-est d'Ucraïna, centrat a la ciutat de Txerníhiv i designat com a Comando Operacional/Territorial Septentrional, després rebatejat com a Comando Operacional Septentrional. El Programa Estatal també va proveir que els dos districtes militars, Carpats i Odessa, serien reanomenats de Comando Operacional Occidental i Meridional respectivament."
Ucraïna manté un nombre d'unitats de guàrdia, que tracen les seves tradicions del servei en les Forces Armades Soviètiques. Les dones aconsegueixen gairebé el 13% de les forces armades (18.000 persones). Existeixen poques dones oficials d'alt rang, 2,9% (1.202 dones).
Un nombre d'universitats té instituts militars especialitzats, com la Facultat d'Estudis Legals Militars pertanyent a l'Acadèmia Nacional de Lleis Yaroslav Mudryi d'Ucraïna, situada en Khàrkiv; no obstant això, les principals acadèmies militars ucraïneses són les següents:
- Acadèmia de les Forces Terrestres Hetman Petro Sahaidachny, Lviv
- Acadèmia Naval Almirall Nakhimov, Odessa
- Universitat Nacional de la Força Aèria Ivan Kozhedub, Khàrkiv (Харьковский университет Воздушных Сил имени Ивана Кожедуба)

A més la Universitat de Defensa Nacional d'Ucraïna (Національний університет оборони України) se situa a Kíiv. L'Hospital Clínic Cap Militar està situat a Kíiv.

## Control armamentístic i desarmament
Després del desmembrament de la Unió Soviètica, Ucraïna va heretar dues divisions de les Forces Estratègiques de Coets pertanyents al 43º Exèrcit de Coets (amb caserna general en Vínnitsa): la 19a Divisió de Coets (Khmelnitski) (90? UR-100N/SS-19/RS-18) i la 46a Divisió de Coets en Pervomaisk, Província de Mikolaiv, equipada amb 40 SS-19, i 46 RT-23 Molodets/SS-24s muntats en sitges. Ucraïna voluntàriament va abandonar aquest i un altre armament nuclear a principis de la dècada del 1990. Aquesta és la primera vegada en la història que un país voluntàriament abandona l'ús d'armes nuclears estratègica, a pesar que la República de Sud-àfrica va destruir el seu petit programa d'armes nuclears tàctiques sobre aquest període.
Ucraïna té quantitats elevades d'urani altament enriquit, que els Estats Units volien comprar de l'Institut de Física i Tecnologia de Khàrkiv. Ucraïna també posseeix dues mines d'urani i fàbriques de processament, una planta d'aigua pesant, i tecnologia per determinar la composició isotòpica de materials fissionables electrònicament. Ucraïna posseeix dipòsits d'urani que estan entre els més rics del món. Al maig del 1992, Ucraïna va signar el Tractat de Reducció d'Armes Estratègiques (START) en el qual el país va acordar abandonar totes les armes nuclears, i unir-se al Tractat de No Proliferació Nuclear com a estat sense armes nuclears. Ucraïna va ratificar el tractat el 1994, i l'1 de gener del 1996 no romania cap equip o material nuclear en territori ucraïnès.
El 13 de maig del 1994, els Estats Units i Ucraïna van signar el Memoràndum d'Enteniment en la Transferència d'Equips de Míssils i Tecnologia. Aquest acord compromet a Ucraïna amb el Règim de Control de la Tecnologia de Míssils (Missile Technology Control Regime, MTCR) mitjançant el control de les exportacions d'equips de míssils i tecnologia d'acord amb els principis del MTCR

## Operacions recents

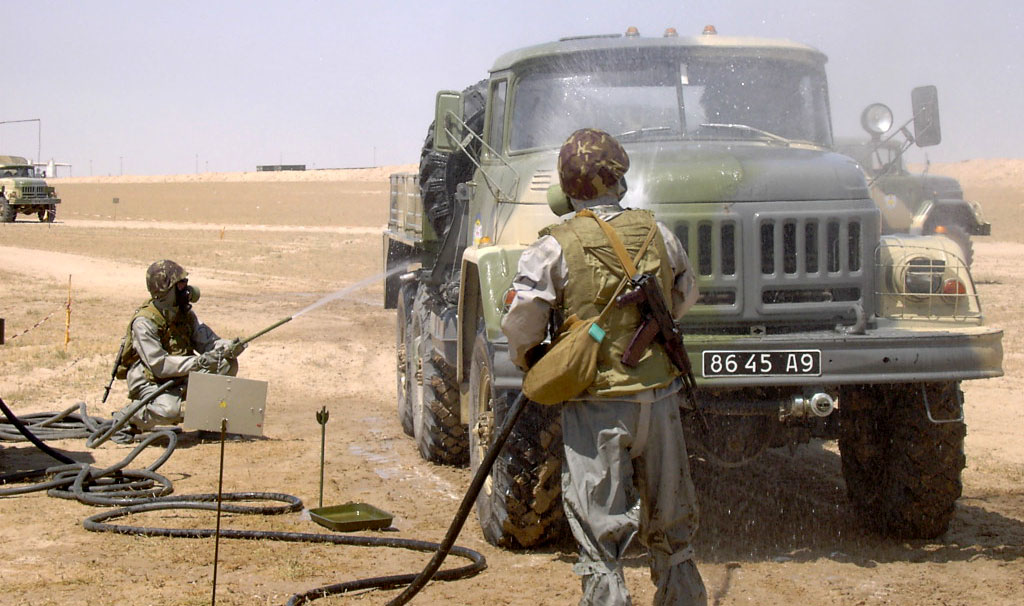
Membres del 19è Batalló Nuclear, Biològic i Químic de l'Exèrcit ucraïnès a l'Iraq.

Ucraïna ha estat jugant un paper creixent en operacions de manteniment de la pau. Des del 1992, més de 30.000 soldats han pres part en missions en l'antiga Iugoslàvia (IFOR a Bòsnia i Hercegovina, UNPROFOR i UNTAES a Croàcia, KFOR a Sèrbia/Kosovo), Orient Mitjà (Sud del Líban, Kuwait, l'Iraq), en el continent africà (Angola, Sierra Leone, Libèria).
Des del 1997, ha estat treballant estretament amb l'OTAN, i especialment amb Polònia. Una unitat ucraïnesa va ser desplegada a l'Iraq, com a part de la força multinacional a l'Iraq baix comandoment polonès. Tropes ucraïneses també estan desplegades com a part del Batalló Ucraïnès-Polonès (UKRPOLBAT) a Kosovo. El desplegament militar ucraïnès total a tot el món a 1 d'agost del 2009 era de 540 soldats participant en 8 missions de manteniment de la pau.
La primera batalla d'una formació regular de les Forces Armades Ucraïneses va succeir el 6 d'abril del 2004 en Kut, l'Iraq, quan el contingent ucraïnès de manteniment de la pau va ser atacat per militants de l'Exèrcit del-Mahdi. Els ucraïnesos van obrir foc, i es va trigar diverses hores a prendre els objectius que tenien assignats assegurar.

### Desplegament fora d'Ucraïna
Els desplegaments a setembre de 2010:
- Afganistan: ISAF (PRT CHAGHCHARAN) - 13 oficials (3 oficials mèdics)[25]
- República Democràtica del Congo: (MONUSCO) - 12 experts en missió[25][27]
- Iraq: (NTM-I) - 10 oficials[25][28]
- Sèrbia: (KFOR) - 128 soldats[25][29]
- Sèrbia: (UNMIK) - 1 Cap d'Estat Major, Militar d'Enllaç, 1 oficial d'enllaç[25][27]
- Libèria: (UNMIL) - 277 tropes contingents, 2 expert en missions[25][27]
- Moldàvia: (Transnistria) - 10 observadors militars[25]
- Sudan: (UNMIS) - 9 experts en missions[25][27]

## Altres institucions militaritzades d'Ucraïna
Forces Armades ucraïneses fos de la jurisdicció del Ministeri de Defensa:
- Tropes d'Interior (Ministeri d'Assumptes Interns): 33.300 (inclou 600 treballadors civils)[30]
- Tropes militars motoritzes de Milítsiya (Ministeri d'Assumptes Interns)[31]
- Servico de Guàrdia Fronterera: 50.000 (inclosos 8.000 treballadors civils)[32]
  - Guàrdia Marítima Ucraïnesa - guàrdia costanera dins del Servei Estatal de la Guàrdia Fronterera d'Ucraïna
- Diverses tropes militars del Servei de Seguretat d'Ucraïna, SBU (sense nom genèric)
- Guàrdia Nacional d'Ucraïna (NGU), dependent del Ministeri d'Assumptes Interns
- Forces de Defensa Civil de l'Estat (Servei d'Emergències de l'Estat): 10.218 (inclou 668 treballadors civils)[33]
- Servei de Transports Especial d'Ucraïna — (Ministeri de Transports i Comunicacions)[34]

Malgrat no ser components de les Forces Armades, aquestes institucions militaritzades se suposa que cauen dins del comando de les Forces Armades en períodes de guerra.